# خوشحال‌تر (ترانه اولیویا رودریگو)
خوشحال‌تر (انگلیسی: Happier) ترانه‌ای است که توسط خواننده و ترانه‌سرای آمریکایی اولیویا رودریگو نوشته و ضبط کرده‌است که به عنوان هشتمین آهنگ از اولین آلبوم استودیویی ترش رودریگو دیده می‌شود که در ۲۱ مه ۲۰۲۱ از طریق گفن رکوردز منتشر شد. این آهنگ توسط دن نیگرو تهیه شده‌است.
از نظر موسیقایی، خوشحال‌تر یک تصنیف پیانوی فولک-پاپ است که بر روی یک تولید باس عمیق است. اشعار این آهنگ جزئیاتی از تلاش برای جدایی از یکدیگر است و در عین حال خودخواهانه آرزو می‌کند که شریک سابق خود کمتر از رابطه جدید خود راضی باشد. این آهنگ پس از انتشار ترش مورد تحسین منتقدان موسیقی قرار گرفت و بسیاری آن را به عنوان یکی از بهترین آهنگ‌ها و آهنگ‌های برجسته آلبوم نامیدند.